# Claudio Imhof
Claudio Imhof (* 26. September 1990 in Scherzingen) ist ein ehemaliger Schweizer Radrennfahrer.

## Sportliche Karriere
Im Jahre 2006 wurde Claudio Imhof Zweiter der Schweizer Meisterschaften im Strassenrennen der Jugend. Anschliessend verlegte er seinen Schwerpunkt auf die Bahn und entwickelte sich dort zu einem vielseitigen Fahrer. 2008 war ein besonders erfolgreiches Jahr für ihn: Bei den Junioren-Bahn-Weltmeisterschaften in Kapstadt belegte er den dritten Platz im Omnium, bei den Junioren-Europameisterschaften in Pruszków errang er den Titel im Scratch, und gemeinsam mit Silvan Dillier gewann er den UIV-Cup, den Nachwuchswettbewerb für Sechstagefahrer, in Zürich.
2009 wurde Imhof Schweizer Meister in der Mannschaftsverfolgung, gemeinsam mit Franco Marvulli, Alexander Aeschbach und Bernhard Oberholzer. Im Januar 2011 belegte Claudio Imhof beim Weltcuprennen in Peking den dritten Platz im Punktefahren. Bei den Bahnradsport-Europameisterschaften 2011 in Apeldoorn errang er nach längerer Verletzungspause die Silbermedaille im Zweier-Mannschaftsfahren, gemeinsam mit Cyrille Thièry. Bei den heimischen Bahnradsport-Europameisterschaften 2015 in Grenchen holte er Bronze im Punktefahren. Wenige Monate später, im März 2016, wurde Claudio Imhof in London bei den Bahn-Weltmeisterschaften Dritter im Scratch. Bei den Bahnradsport-Europameisterschaften 2018 in Glasgow holte Imhof zwei Medaillen, Bronze in der Einerverfolgung sowie mit Cyrille Thièry, Frank Pasche, Stefan Bissegger und Théry Schir Silber in der Mannschaftsverfolgung.
Im Januar 2019 gewann er beim Lauf des Bahnweltcups im neuseeländischen Cambridge das Omnium. Zudem stellte dort der Schweizer Vierer mit Imhof in seinen Reihen mit 3:54,858 Minuten einen neuen Schweizer Rekord auf. Im Juni errang der Schweizer Bahnvierer mit Imhof, Schir, Lukas Rüegg und Robin Froidevaux Bronze bei den European Games in Minsk.
Am 18. September 2020 stellte Claudio Imhof im Tissot Velodrome in Grenchen mit 52,116 Kilometer einen neuen Schweizer Stundenrekord auf und verbesserte damit die bisherige Marke von Marc Dubois aus dem Jahre 2017 um rund 3,8 Kilometer. Bei den Europameisterschaften im selben Jahr errang er mit Simon Vitzthum, Lukas Rüegg und Dominik Bieler die Bronzemedaille in der Mannschaftsverfolgung. Ebenfalls im Jahr 2020 errang er mit der Schweizer Mannschaft aus Stefan Bissegger, Robin Froidevaux, Kathrin Stirnemann, Marlen Reusser und Elise Chabbey bei den Straßeneuropameisterschaften Silber in der Mixed-Staffel.
Bei den Europameisterschaften 2021 gewann das Schweizer Team mit Imhof die Silbermedaille, in der Einerverfolgung belegte er Platz drei. Nach einem schweren Trainingssturz Anfang März 2022 im Tissot Velodrome verbrachte Imhof längere Zeit im Krankenhaus; er erlitt ein Schädel-Hirn-Trauma sowie Schnittwunden im Gesicht.
Im Herbst 2022 nahm Imhof an der UCI Track Champions League teil. Er gewann die Gesamtwertung in den Ausdauerdisziplinen. Im Dezember 2024 kündigte er seinen Rücktritt vom internationalen Radsport an, werde aber weiterhin Steherrennen auf der Offenen Rennbahn Oerlikon bestreiten. Beruflich plane er, eine Ausbildung zum Lokomotivführer zu absolvieren.

## Erfolge

### Bahn
2008
- Europameister – Scratch (Junioren)
- Weltmeisterschaft – Madison (mit Silvan Dillier)

2009
- Schweizer Meister – Mannschaftsverfolgung (mit Alexander Aeschbach, Bernhard Oberholzer und Dominique Stark)

2011
- Europameisterschaft – Madison (mit Cyrille Thièry)
- Schweizer Meister – Madison (mit Silvan Dillier)

2013
- Schweizer Meister – Madison (mit Olivier Beer)

2015
- Europameisterschaft – Punktefahren

2016
- Weltmeisterschaft – Scratch
- Schweizer Meister – Steherrennen (hinter Robert Buchmann)
- Schweizer Meister – Einerverfolgung

2017
- Schweizer Meister – Zweier-Mannschaftsfahren (mit Tristan Marguet), Mannschaftsverfolgung (mit Patrick Müller, Reto Müller, Lukas Rüegg und Nico Selenati )

2018
- Europameisterschaft – Mannschaftsverfolgung (mit Cyrille Thièry, Frank Pasche, Stefan Bissegger und Théry Schir)
- Europameisterschaft – Einerverfolgung
- Schweizer Meister – Omnium, Einerverfolgung, Zweier-Mannschaftsfahren (mit Tristan Marguet)

2019
- Weltcup in Cambridge – Omnium
- Europaspiele – Einerverfolgung, Mannschaftsverfolgung (mit Robin Froidevaux, Lukas Rüegg und Théry Schir)
- Weltcup in Cambridge – Mannschaftsverfolgung (mit Lukas Rüegg, Stefan Bissegger und Robin Froidevaux)

2020
- Schweizer Meister – Einerverfolgung, Punktefahren
- Europameisterschaft – Mannschaftsverfolgung (mit Simon Vitzthum, Lukas Rüegg und Dominik Bieler)

2021
- Europameisterschaft – Mannschaftsverfolgung (mit Simon Vitzthum, Valère Thiébaud und Alex Vogel)
- Europameisterschaft – Einerverfolgung
- Schweizer Meister – Ausscheidungsfahren

2022
- Gesamtwertung UCI Track Champions League – Ausdauer

2023
- Schweizer Meister – Einerverfolgung, Zweier-Mannschaftsfahren (mit Simon Vitzthum), Mannschaftsverfolgung (mit Simon Vitzthum, Nicolò De Lisi und Dominik Bieler)

2024
- Schweizer Meister – Steherrennen (hinter Michael Alborn)

### Straße
2019
- eine Etappe Rhône-Alpes Isère Tour

2020
- Europameisterschaft – Mixed-Staffel